# Зоревка (Новониколаевский район)
Зоревка (укр. Зорівка) — село,
Самойловский сельский совет,
Новониколаевский район,
Запорожская область,
Украина.
Код КОАТУУ — 2323685203. Население по переписи 2001 года составляло 69 человек.

## Географическое положение
Село Зоревка находится на расстоянии в 3 км от сёл Самойловка, Бойково и Рыбальское.
По селу протекает пересыхающий ручей с запрудой.

## История
- В 1967 году село Павловка было переименовано в село Зоревка.